# 濾過器
| ウィキペディアには「濾過器」という見出しの百科事典記事はありません（タイトルに「濾過器」を含むページの一覧/「濾過器」で始まるページの一覧）。 代わりにウィクショナリーのページ「濾過器」が役に立つかもしれません。 |